# غرايم سميث (مقدم تلفزيوني)
غرايم سميث (بالإنجليزية: Graeme Smith)‏ هو مقدم تلفزيوني بريطاني، ولد في 16 مايو 1983 في ليفربول في المملكة المتحدة.